# Stülpe
Das Dorf Stülpe ist einer von 23 Ortsteilen der Gemeinde Nuthe-Urstromtal im Landkreis Teltow-Fläming in Brandenburg.

## Lage
Stülpe liegt naturräumlich im südöstlichen Teil des Glogau-Baruther Urstromtals und dort südöstlich des Gemeindezentrums. Im Norden liegt der weitere Ortsteil Dümde, gefolgt von Lynow im Osten, dem Baruther Ortsteil Ließen im Süden und Holbeck im Westen, ein weiterer Ortsteil der Gemeinde. Südlich schließt sich das Naturschutzgebiet Heidehof-Golmberg an, auf dessen Gemarkung auch die höchste Erhebung der Region, der 178 m hohe Golmberg befindet. Der größte Teil der Gemarkung ist bewaldet; eine Wohnbebauung befindet sich vornehmlich im Nordosten der Gemeinde. Östlich entwässert der Wolfsbuschgraben das Gebiet, westlich der Schlossgraben, der in den Holbecker See mündet. Nördlich befinden sich mit dem Heidchengraben sowie dem Kuhdammgraben weitere Meliorationsgräben.

## Geschichte

### 13. bis 16. Jahrhundert

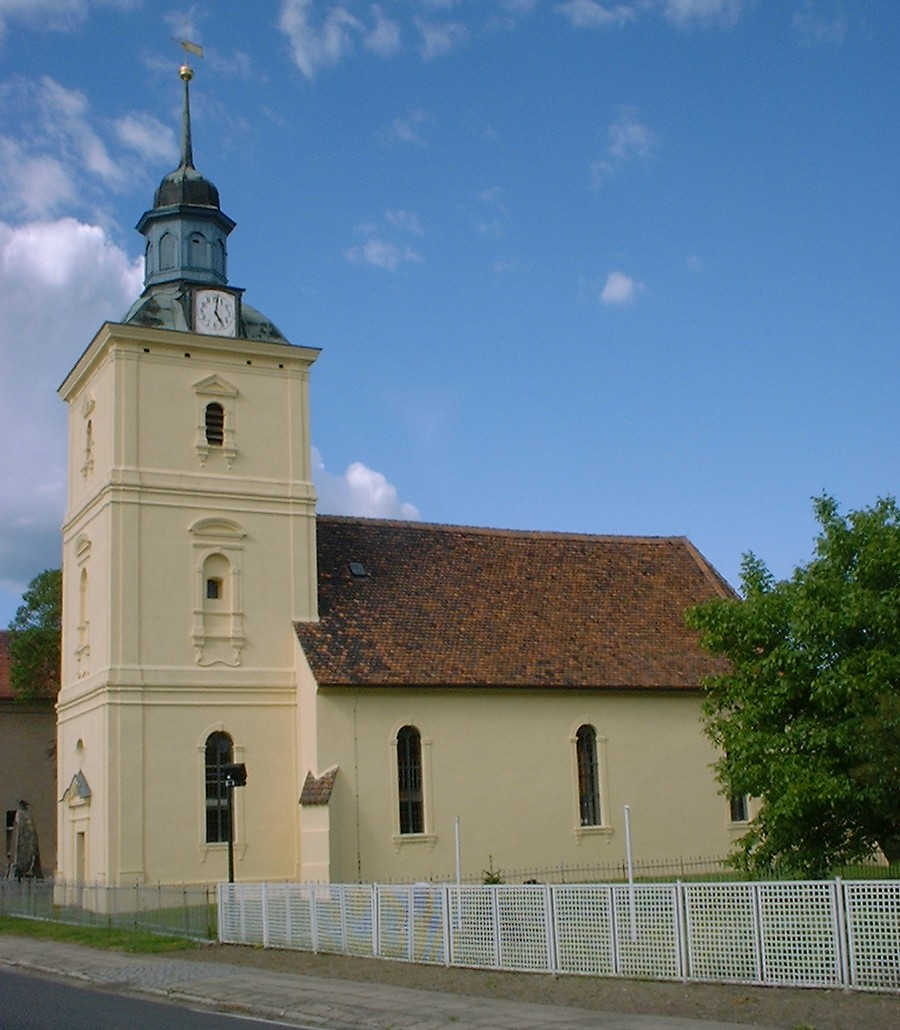
Dorfkirche Stülpe

Erstmals urkundlich erwähnt wurde der Ort im Jahr 1221 als stolp. Der Name stammt aus dem Altpolabischen und „mit Pfosten, Pfählen befestigte Anlage“. In Stülpe befand sich allerdings vermutlich bereits seit dem 12. Jahrhundert eine Burg („festes Haus“), die als Sicherung eines Übergang durch das sumpfige Urstromtal angelegt worden war. Otto von Hessen, Erzbischof von Magdeburg, verpfändete sin hus(hos) tzu(tzo) der stulpe(stolpe) im Jahr 1342 an die Brüder Krüll (Krulle) mit der Maßgabe, dort jederzeit einkehren zu dürfen. Otto konnte die Burg zwar wieder auslösen, doch einer seiner Nachfolger, Peter Jelito, musste sie 1376 erneut verpfänden, dieses Mal an Werne von Heinrichsdorf. Stülpe wurde erneut ausgelöst, unter Albrecht IV. von Querfurt im Jahr 1389 an Meinhard von Niesenheim verpfändet und gelangte von dort an den Amtshauptmann Johann von Torgau, Herr auf Zossen. Er verkaufte den Ort im Jahr 1446 an fünf Brüder aus dem Hause derer von Schlieben. George von Schlieben gelang es im Jahr 1494, den Ort in seinen alleinigen Besitz zu bringen. Doch bereits 1537 waren es 13 Brüder aus dem Geschlecht derer von Schlieben, die das Dorf für 13.000 Gulden an Hans von Hake verkauften. Er wurde durch die Geschichte vom „Überfall in der Golmheide“ bekannt. Nach seinem Tod übernahm der Zweitgeborene Christoph nach Erreichen seiner Volljährigkeit das Dorf. Sein älterer Bruder Joachim erhielt als Ausgleich das Stammgut Bornim bei Potsdam. In seiner Zeit wurde das Dorf vergrößert und ausgebaut. Die Dorfkirche Stülpe entstand, indem Christoph vermutlich die Wallfahrtskapelle auf dem Golmberg abbrechen ließ, um das dort verbaute Baumaterial zu nutzen. Er kaufte von der Familie Schlieben weiterhin die Güter in Wahlsdorf, Riesdorf und Petkus auf. Christoph hatte allerdings auch mit der Pest zu kämpfen, die in seiner Wirkungszeit das Dorf heimsuchte und über hundert Tote forderte. Christoph starb im Jahr 1598 und das Dorf ging an seinen Sohn Hans Friedrich.

### 17. bis 19. Jahrhundert

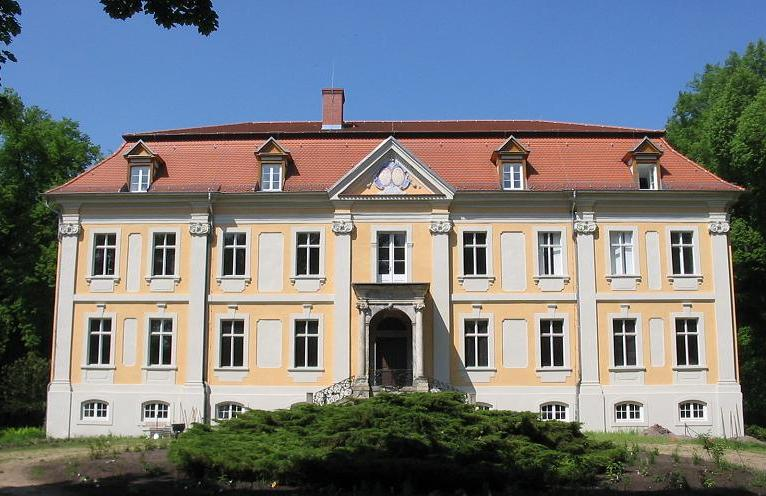
Schloss Stülpe

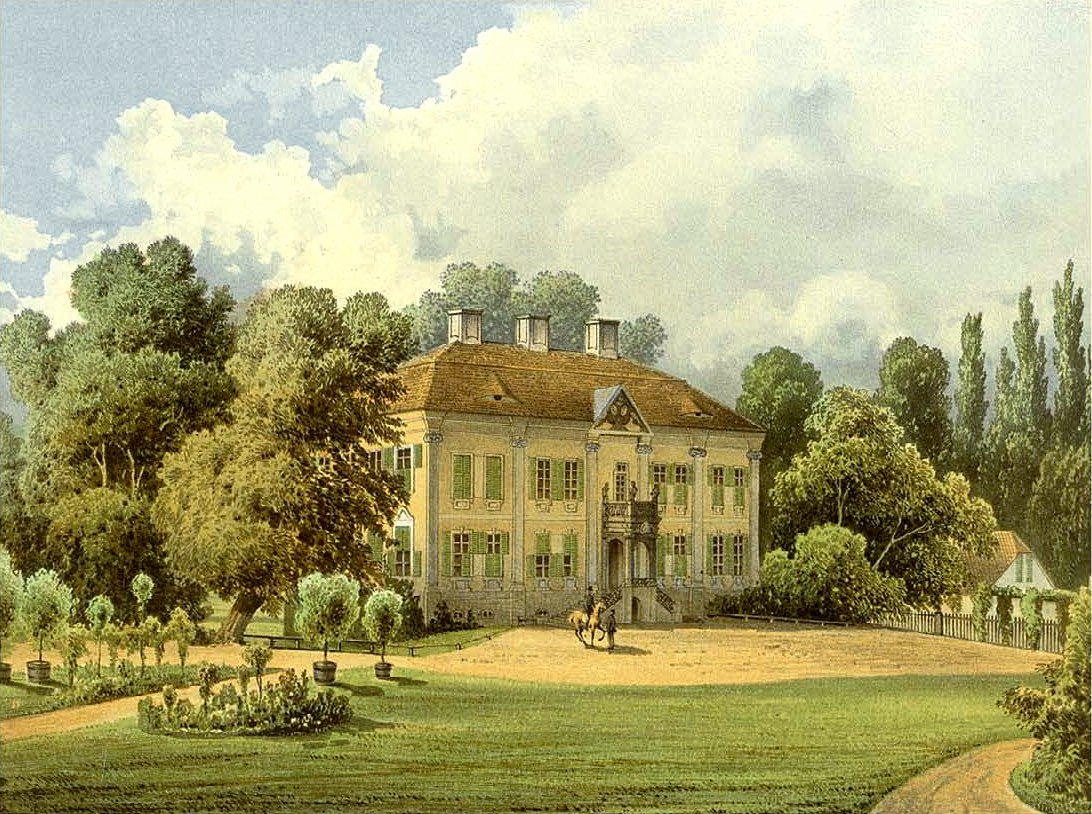
Gut Stülpe zwischen 1859/60, Sammlung Alexander Duncker

Gemeinsam mit der Witwe seines ältesten Bruders Hans Friedrich verwalteten sie seit 1603 das Gut. In dieser Zeit kam es zu Grenzstreitigkeiten mit dem Amtshauptmann der Standesherrschaft Baruth. Frau von Hake warf dem Amtshauptmann vor, in ihren Ländereien illegal Holz geschlagen zu haben und vertrieb die vermeintlichen Eindringlinge. Der Fall zog sich über mehrere Jahre hin und konnte bis zum Schluss nicht vollständig aufgeklärt werden.
Im Dreißigjährigen Krieg wurden Dorf und Gut mehrmals von plündernden Landsknechten heimgesucht. Das Gut geriet in finanzielle Schwierigkeiten und wurde vom letzten Vertreter der Familie, Gottfried von Hake, verkauft. Er tauschte 1648 die umfangreiche Herrschaft Stülpe gegen das Gut Neuendorf bei Storkow, das in dieser Zeit der Familie von Rochow gehörte. So gelangte Stülpe an Hans von Rochow, der das Gut um einige Hufen erweiterte. Er starb 1660 und sein dritter Sohn Friedrich Wilhelm übernahm die Geschäfte. Auf seine Initiative wurde auch die Kirchenausstattung der Dorfkirche erheblich erweitert; so schaffte er beispielsweise einen neuen Kanzelaltar und einen Taufengel an. Sein Enkel, Adam Ernst II. von Rochow, übernahm nach dem frühen Tod seines Vaters, des Landrats (Commissarius) Adam Ernst I. erst im Jahr 1738 endgültig das Gut. Er setzte sich dafür ein, nach 1740 das mittlerweile baufällig gewordene Hake-Schloss aus dem 16. Jahrhundert bis 1754 durch einen barocken Neubau zu ersetzen. Zur Vorbereitung der Arbeiten hatte er bereits 1738 eine Sägemühle im benachbarten Schmielickendorf errichten lassen. Hiltrud und Carsten Preuß vermuten in Die Guts- und Herrenhäuser im Landkreis Teltow-Fläming, dass der Vorgängerbau nicht gänzlich abgerissen wurde, und verweisen auf einige gewölbte Räume sowie eine Küche mit einem sehr großen Kamin hin, die in Verbindung mit sehr unterschiedlichen Wandstärken auf einen älteren Bau hinweisen. Fünf Jahre nach der Fertigstellung starb Adam Ernst II. im Jahr 1759 und das Gut kam per Losentscheid ein Jahr später an seinen dritten Sohn Adolf Friedrich von Rochow. Er widmete sich der Forstwirtschaft und ließ auf dem Golmberg ein Sommerhaus errichten. Der Gutspark wurde unter seiner Leitung in einen Landschaftspark umgewandelt und das Haus mit einer Freitreppe versehen, die zu einer Aussichtsterrasse führte. Aus dem Jahr 1775 wird eine Wassermühle erwähnt, 1801 ein Teerofen und 1837 eine Teerschwelerei. Zwei Besitzergenerationen später folgte als Gutsbesitzer der wohl bedeutendste Vertreter der Familie auf Stülpe, Adolf (Friedrich August). Adolf von Rochow war bis 1869 insgesamt 50 Jahre Gutsbesitzer auf Schloss Stülpe und den dazugehörigen Ländereien. Er war u. a. preußischer Oberst, Landtagsmarschall, Hofmarschall und Kommendator Brandenburgischen Provinzialgenossenschaft des Johanniterordens. Nach seinem Tod übernahm zunächst sein ältester Sohn, der General Wichard von Rochow (bis 1886) zu Berlin, und dann der jüngste Sohn Adam Ernst III. ganz kurz das Gut, führten es aber beide nicht mit derselben Intensität weiter. Adam Ernst III. hielt sich die meiste Zeit in Paris auf, so dass 1887 der Cousin Hans Wilhelm von Rochow aus Plessow zum neuen Besitzer wurde. Ihm wiederum folgte sein zweiter Sohn Rochus von Rochow, der mit seiner Ehefrau im Park Stülpe beerdigt ist.

### 20. und 21. Jahrhundert
Im Jahr 1900 erhielt Stülpe einen Anschluss an die Jüterbog-Luckenwalder Kreiskleinbahnen. Die Familie von Rochow-Plessow-Stülpe, zunächst eine Erbengemeinschaft, dann durch Hans von Rochow-Stülpe vertreten, blieb bis zum Ende des Zweiten Weltkrieges im Besitz des Gutes im Dorf und wurde dann enteignet. Das Gutshaus wurde zeitweise als Alten- und Pflegeheim genutzt. Stülpe wurde im Jahr 6. Dezember 1993 Teil der Gemeinde Nuthe-Urstromtal. Im Jahr 1999 kam es zu einem Brand im Gutshaus, bei dem das Dachgeschoss schwer beschädigt wurde. Nach aufwendigen Sanierungsarbeiten verkaufte der Landkreis das Gebäude im Jahr 2006 an eine Privatperson.

## Kultur und Sehenswürdigkeiten

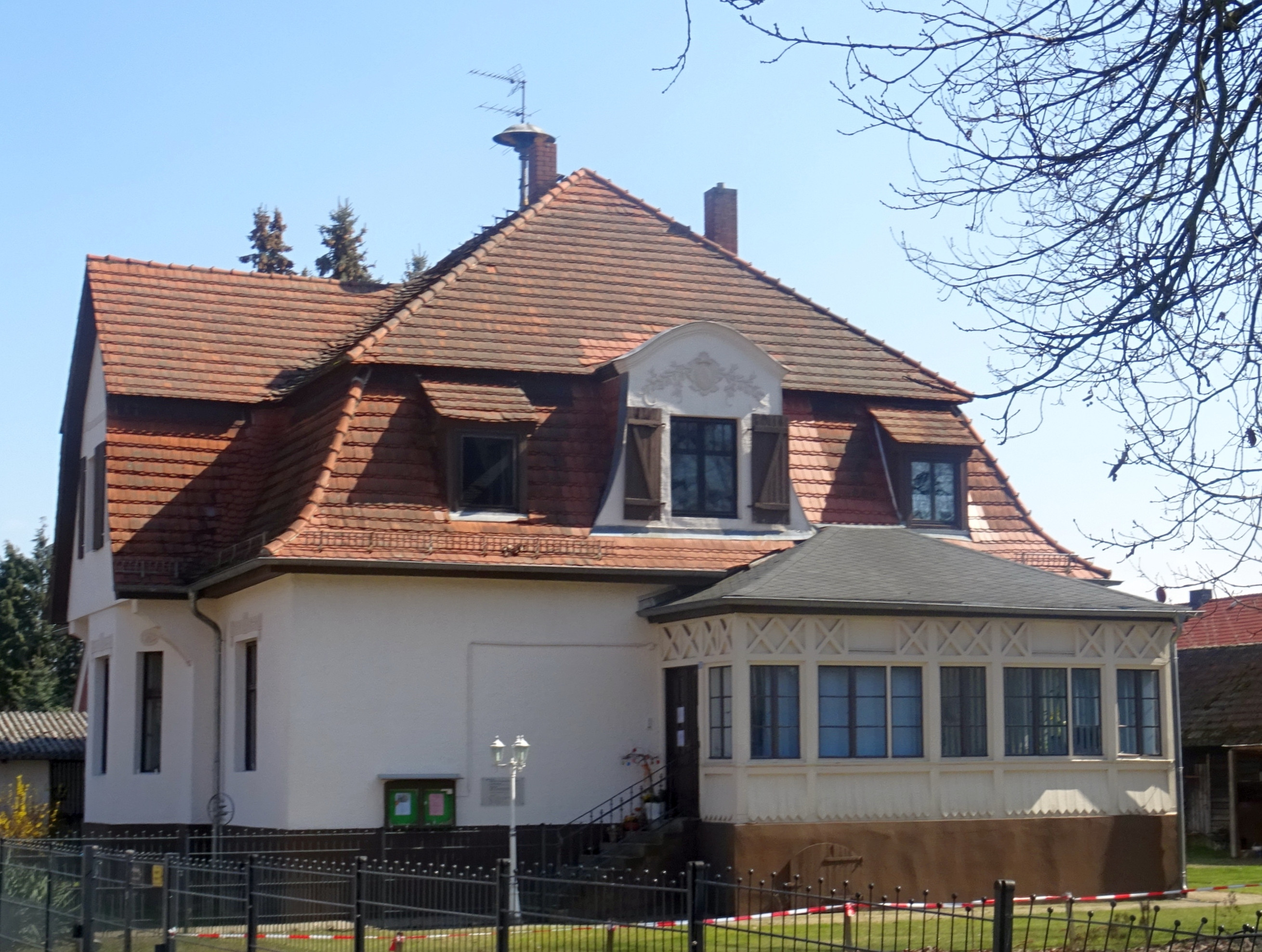
Villa in der Kastanienallee 16, (ehem. von Rochow’sches Rentamt)

- Die Dorfkirche Stülpe aus dem Jahr 1562, das Schloss aus dem Jahr 1754 mit Landschaftspark, das Forsthaus (jetzt Kindergarten), eine Villa im Kastanienweg und drei Wohnhäuser (in der Baruther und in der Ließener Straße) sind Baudenkmale des Ortes (siehe Liste der Baudenkmale in Nuthe-Urstromtal).
- Das Gutshaus Stülpe (auch Schloss Stülpe) genannt ist ein rechteckiger Putzbau, der in den Jahren 1740 bis 1754 durch Adam Ernst II. vom Rochow an Stelle einer Dreiflügelanlage aus der Mitte des 16. Jahrhunderts errichtet wurde. Zweigeschossig, mit Mansarddach gedeckt, ist es mit seiner doppelläufigen Freitreppe und der durch Kolossalpilaster gegliederten Hoffront ein typisches barockes Herrenhaus geworden. Zum Schloss gehört ein ab 1820 angelegter Landschaftspark, in dem Linden, Eichen, Blutbuchen, Fichten, Ahorn, Weymouthskiefer, Robinie, Wacholder und Rhododendron wachsen. Das Schloss diente als Drehort in dem Film Ein russischer Sommer für Jasnaja Poljana, den Wohnsitz der Tolstois.[10] 2006 erwarb das Ehepaar Rupilius das Schloss und sanierte es. Heute befinden sich dort Ferienwohnungen; es wird auch für Hochzeiten und Konzerte genutzt.[11]
- Die Wohnhäuser in der Baruther Straße 4, 6 und 36 stehen unter Denkmalschutz, ebenso eine Villa in der Kastanienallee 16.
- Eine Eiche in der Ortschaft mit einem Brusthöhenumfang von 7,43 m (2016) ist ein eingetragenes Naturdenkmal.[12]
- Der Stülper Schloßweg führt als Teil des FlämingWalks auf 14,1 km durch Stülpe und den Nachbarort Lynow. Weiterhin führt der 17,6 km lange Flemmingwiesenweg durch das Dorf.

## Persönlichkeiten

### Söhne und Töchter
- Liborius von Schlieben (um 1440–1486), Bischof von Lebus
- Gertrud von Saldern, geborene von Hake-Linie Stülpe; stiftete u. a. die Kirche in Stülpe
- Friedrich Ludwig von Rochow (1745–1808), preußischer Kammerherr und Gutsbesitzer, Bauherr vom Gutshaus Plessow
- Wichard von Rochow (1822–1886), preußischer Generalmajor
- Hans Wichard von Rochow-Stülpe a. d. H. Plessow (1898–1945), Domherr zu Brandenburg und Kurator der Ritterakademie Brandenburg

### Mit Stülpe verbundene Persönlichkeiten
- Hans von Rochow (Oberst), genannt „Oberst Hans“ (* 1596; † 1660 in Stülpe) war ein Befehlshaber des 17. Jahrhunderts, Gutsherr und Kompanieführer des ersten stehenden Heeres der Mark Brandenburg
- Adolf Friedrich von Rochow (1758–1813), königlich preußischer Kammerherr und Gutsbesitzer auf Stülpe
- Adolf Friedrich August von Rochow (1788–1869), u. a. Landtagsmarschall, Gutsbesitzer auf Stülpe
- Hans Wilhelm von Rochow (1824–1891), preußischer Politiker, Gutsbesitzer auf Plessow und Stülpe
- Otto von Rohr (1891–1941), Offizier, Gutsverwalter in Stülpe, Schwager des Vorgenannten

## Verkehr
Im Ort kreuzen sich die Landesstraßen L 70 und L 73. Auf der ehemaligen Kleinbahnstrecke verläuft ein Teil der Flaeming-Skate.